# Losebeck

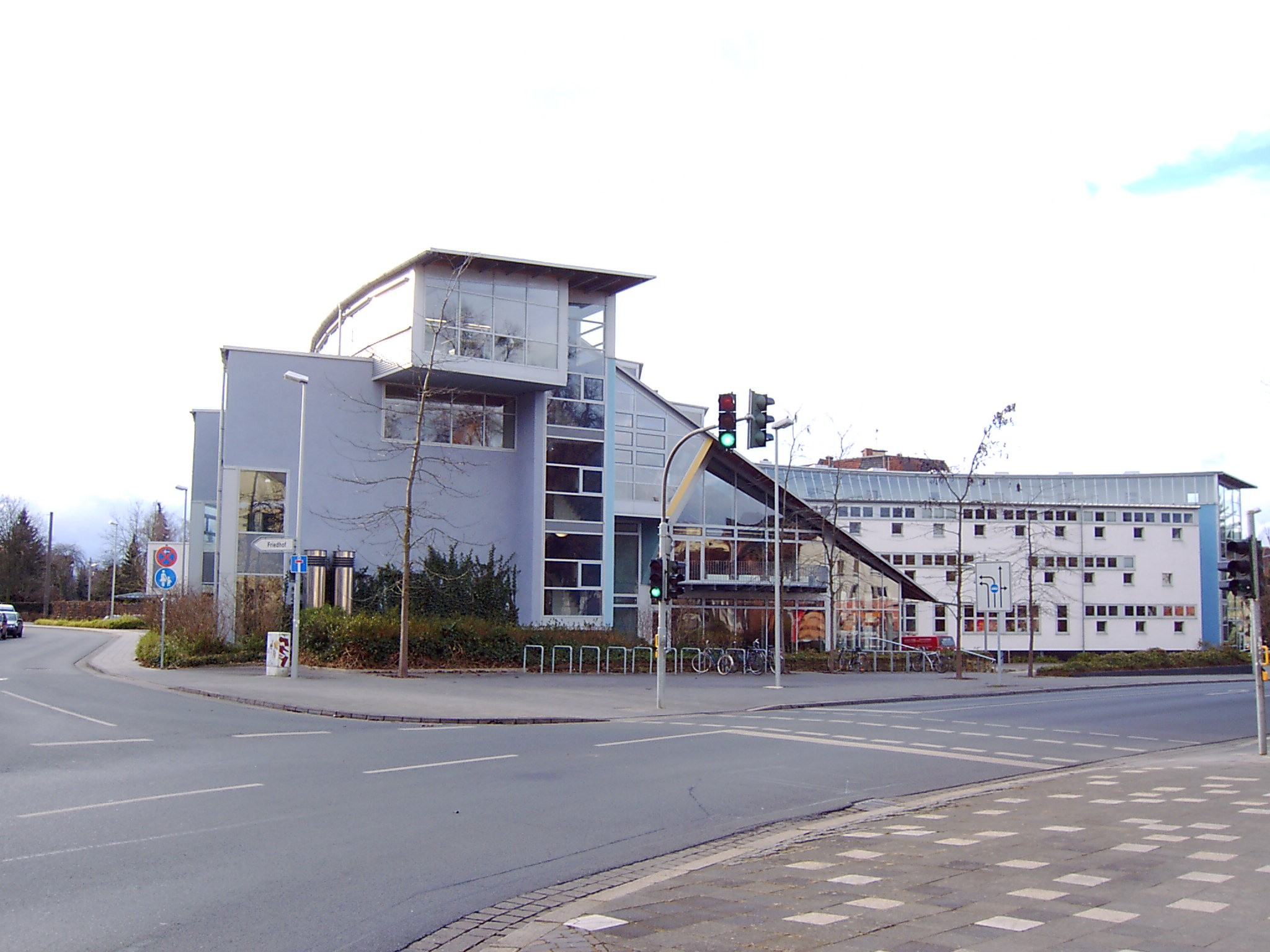
Ungefähr dort, wo heute das Gebäude der HAWK steht, lag das Dorf Losebeck

Losebeck oder Lusbike (niederdeutsch für „Ort am Schilfbach“) war der Name einer dörflichen Siedlung auf dem Gebiet des heutigen Hildesheim.

## Geschichte
Ein erster urkundlicher Hinweis auf Losebeck datiert aus dem Jahr 1141. In einer Urkunde Bischof Bernhards I. aus diesem Jahr werden die Brüder Thidericus et Beringer de Lusbike als Zeugen genannt. Bei diesen beiden Herren handelte es sich wahrscheinlich um adelige, in Losebeck begüterte Dienstmannen des Bischofs. Da in späteren Urkunden ausdrücklich ein Lusbike maior erwähnt wird, ist davon auszugehen, dass es sich eigentlich um zwei dicht nebeneinanderliegende Dörfer – Groß- und Klein-Losebeck – handelte. Zu verorten sind diese im Bereich des heutigen „Zimmerplatzes“ (offiziell: Goschentor) bzw. des nördlichen Teiles der Straße Hohnsen. Der namensgebende Schilfbach war ein zur Innerste führender Bach, der entlang der letztgenannten heutigen Straße verlief und der noch auf Plänen aus dem ausgehenden 18. Jahrhundert verzeichnet ist. Bei den Bewohnern handelte es sich seit der Mitte des 12. Jahrhunderts überwiegend um Grundholde der Kirche. Im Jahr 1182 hob Bischof Adelog von Hildesheim die Vogtei auf und übertrug dem Hildesheimer Dompropst neben anderen die Villikation zu Losebeck. Wegen ihrer Nähe zum Sitz des Stifts wurde diese zum Zentrum der Hildesheimer Dompropstei. Nachdem um 1215 auf der Losebecker Flur die Hildesheimer Neustadt gegründet worden war, wurde der Name Losebeck von den Bürgern der Altstadt jahrhundertelang spöttisch für die unerwünschte städtische Konkurrenz unmittelbar vor der eigenen Stadtmauer gebraucht. Das eigentliche Losebeck bestand bis Ende des 14. Jahrhunderts vor den Toren der Neustadt weiter; zuletzt 1377 wird eine „ganz geringe Gemeinschaft“ von Hörigen des Propsteihofs erwähnt.